# Milton Brandão
Milton Brandão is een gemeente in de Braziliaanse deelstaat Piauí. De gemeente telt 7.246 inwoners (schatting 2009).
De gemeente grenst aan Pedro II, Burití dos Montes, Juazeiro do PI, Capitão de Campos, Jatobá do PI en Sigefredo Pacheco.